# Међугалактички простор
Међугалактички простор (интергалактички простор) представља физички простор између галаксија и осталих објеката у космосу.
Међугалактички простор приближан је правом вакууму, узевши у обзир да на кубни метар простора долази свега један атом, и мање. То значи да је скоро у потпуности слободан од прашине и остале материје.
Међугалактички простор испуњен је међутим зрачењима чији су извор углавном звезде у галаксијама и квазистеларни објекти, као и одређеном количином веома разређеног међугалактичког гаса (јонизовани водоник).
Јонизовани водоник је изузетно разређен гас који се простире и окружује галаксије и назива се интергалактички медијум. 
Температура међугалактичког простора је приближно -270 °Cелзијуса или 3 келвина.